# 橘 (桜型駆逐艦)
|          | |
| 艦歴     | |
| 計画     | 1907年度                                                                                                  |
| 起工     | 1911年4月29日                                                                                             |
| 進水     | 1912年1月27日                                                                                             |
| 就役     | 1912年6月25日                                                                                             |
| その後   | 1912年8月28日二等駆逐艦 1933年1月1日廃駆逐艦第5号と仮称                                                   |
| 除籍     | 1932年4月1日                                                                                              |
| 廃船     | 1936年5月28日                                                                                             |
| 性能諸元 | |
| 排水量   | 基準：公表値 530トン 常備：計画 600トン                                                                   |
| 全長     | 全長：83.51m 水線長：82.29m 垂線間長：260 ft 0 in (79.25 m)                                               |
| 全幅     | 24 ft 0+3⁄8 in (7.32 m)                                                                                   |
| 吃水     | 7 ft 3 in (2.21 m)                                                                                        |
| 深さ     | 4.65m |
| 機関     | 推進：3軸 x 390rpm 主機：直立4気筒3段レシプロ 3基 出力：計画 9,500実馬力 ボイラー：イ号艦本式缶(混焼) 5基 |
| 最大速力 | 計画： 30ノット 1931年時 31ノット                                                                         |
| 燃料     | 重油30トン、石炭226トン                                                                                   |
| 航続距離 | 2,400カイリ / 15ノット                                                                                    |
| 乗員     | 竣工時定員：92名 1928年公表値 96名                                                                        |
| 兵装     | 40口径四一式4.7インチ(12cm)砲 1門 40口径四一式3インチ(8cm)砲 4門 四二式5号18インチ(45cm)連装発射管 2基4門 |
| 搭載艇   | 4隻 |
| 備考     | ※トンは英トン                                                                                             |

橘（たちばな）は、大日本帝国海軍の駆逐艦で、桜型駆逐艦の2番艦である。同名艦に橘型駆逐艦の「橘」があるため、こちらは「橘 (初代)」や「橘I」などと表記される。

## 艦歴
1911年（明治44年）4月29日、舞鶴海軍工廠で起工、1912年（明治45年）1月27日、進水。同年6月25日、竣工。
1919年（大正8年）から1925年（大正14年）まで華南、華北の沿岸警備に従事した。
1932年（昭和7年）4月1日除籍。1933年（昭和8年）1月1日、廃駆逐艦第5号（二代）と仮称。1936年（昭和11年）5月28日、廃船。

## 艦長
※『日本海軍史』第9巻・第10巻の「将官履歴」及び『官報』に基づく。
駆逐艦長
- 樺山信之 少佐：1912年4月5日 - 1913年12月1日

＊兼舞鶴海軍工廠艤装員（1912年4月5日 - 6月25日）
- 館明次郎 少佐：1913年12月1日 - 1914年8月15日
- 福岡成一 少佐：不詳 - 1915年12月13日
- 園田義治 少佐：1915年12月13日 - 1916年1月28日
- 砥川三郎 少佐：1916年1月28日 - 1916年6月1日
- 柘植道二 少佐：1916年6月1日 - 9月12日
- 神谷京 少佐：1916年9月12日 - 1917年12月1日[7]
- 村上正之助 少佐：1917年12月1日[7] - 1918年12月1日[8]
- 赤沢堅三郎 大尉：1918年12月1日[8] - 1919年12月1日[9]
- 高山忠三 少佐：1919年12月1日[9] - 1921年1月7日[10]
- （兼）荒糺 少佐：1921年1月7日 - 7月26日
- 藤田寅治 少佐：1921年7月26日[11] - 12月1日[12]
- 谷田武夫 少佐：1921年12月1日[12] - 1922年3月20日[13]
- 一ノ瀬英太 少佐：1922年3月20日[13] - 1923年11月1日[14]
- （心得）佐藤慶蔵 大尉：1923年11月1日[14] - 12月1日[15]
- 佐藤慶蔵 少佐：1923年12月1日[15] - 1925年5月1日[16]
- 直塚八郎 少佐：1925年5月1日 - 1925年12月1日
- 直塚八郎 少佐：不詳 - 1926年2月5日[17]
- （兼）樋口通達 少佐：1926年2月5日[17] - 8月1日[18]
- （兼）池田七郎 少佐：1926年8月1日[18] - 12月1日[19]
- 秋山輝男 少佐：1926年12月1日 - 1928年1月20日
- 河西虎三 少佐：1928年1月20日[20] - 12月10日[21]
- 高橋一松 少佐：1928年12月10日 - 1929年11月1日
- （兼）板倉得止 少佐：1929年11月1日 - 1929年11月30日
- （兼）加瀬三郎 少佐：1929年11月30日 - 1931年4月1日